# Убумэ

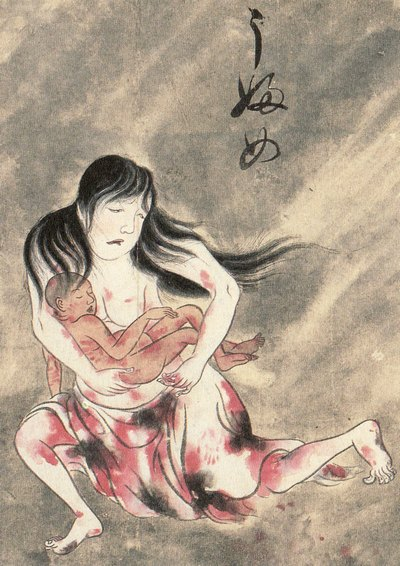

Убумэ (яп. 産女) — дух-ёкай из японского фольклора, предстающий в образе взрослой оголённой по пояс беременной женщины с закутанным в пелёнки младенцем на руках, одежда которой ниже пояса измазана кровью. Она якобы бродит с причитаниями «Родись, родись!» и просит тех, кого встретит, помочь ей и взять её ребёнка на руки, но как только передаст его, то исчезает. Легенды об Убумэ известны в Японии по крайней мере с XII века.
Согласно легенде, вес переданного ребенка постепенно увеличивается, пока тот не превратится в большой валун или в каменное изваяние Дзидзо. В отличие от многих других существ из японского фольклора, истории об Убумэ перешли из мифологии в современные городские легенды Японии, и некоторые люди уверяли, что на самом деле видели её.
Первоначально этим словом в японском языке обозначалась разновидность небольшой морской рыбы, но затем оно стало использоваться к призраку. Считалось, что Убумэ может стать женщина, которая умерла во время родов, когда её плод остался в утробе, из-за нереализованной сердечной привязанности матери к ребёнку. Чтобы предотвратить превращение, мёртвый плод изымали, а в одной могиле с матерью хоронили куклу, которая должна была утешить её душу и заменить собой её нерождённое дитя.
Некоторые японские исследователи связывают происхождение легенды об убумэ с хитобасира, якобы имевшем место обычае жертвоприношения матери и ребенка при возведении нового моста, которых погребали под одним из его опорных столбов.
С легендой об этом призраке связано святилище Сёсинъин, куда местные женщины приходят молиться, чтобы зачать ребенка или забеременеть. По словам Стоуна и Вальтера (2008), истоки местной храмовой традиции восходят как минимум к середине XVI века. В святилище установлена статуя женщины, одетой в белые одежды, но не имеющей нижней половины тела. Этой статуе посвящены конфеты, которые местные служители раздают пришедшим женщинам, а те, в свою очередь, молятся о безопасных родах и обилии молока.
К убумэ средства массовой информации и специалисты относили персонажа челленджа Момо, участникам которого предлагалось якобы выполнять различные экстремальные задания, связанные с риском для психики и даже жизни. У истоков появления челленджа и соответствующей ему городской легенды находится выставлявшаяся на короткое время в одной из частных художественных галерей скульптура местного фольклорного персонажа Матери-птицы (созданной Кэйсукэ Айсаве)